# Myrmecaelurus vaillanti
Myrmecaelurus vaillanti là một loài côn trùng trong họ Myrmeleontidae thuộc bộ Neuroptera. Loài này được Navás miêu tả năm 1920.